# 小叶碎米荠
小叶碎米荠（学名：Cardamine microzyga）是十字花科碎米荠属的植物，为中国的特有植物。分布于中国大陆的四川、云南等地，生长于海拔2,700米至4,300米的地区，一般生于高山湿润草地以及山坡溪边，目前尚未由人工引种栽培。

## 异名
- Cardamine microzyga O. E. Schulz var. duplolobata C. Y. Wu ex Cheo